# Scheitelwert

Periodische Größe (oben)
Wechselgröße (unten)
1 = Maximalwert
2 = Minimalwert
3 = Spitze-Tal-Wert
4 = Scheitelwert
5 = Periodendauer

Als Scheitelwert bezeichnet man gemäß DIN 40110-1 („Wechselstromgrößen“) den größten Betrag der Augenblickswerte einer Wechselgröße; diese ist eine  periodische Größe mit dem Gleichwert null, z. B. eine Wechselspannung. Bei sinusförmigen Wechselgrößen wird der Scheitelwert als Amplitude bezeichnet.

## Festlegungen
Für periodische Größen, die nicht notwendig Wechselgrößen sind, z. B. Mischstrom, werden in DIN 40110-1 der Maximalwert {\displaystyle {\hat {y}}} und der Minimalwert {\displaystyle {\check {y}}} benannt; bei mehreren Maximalwerten innerhalb einer Periode heißt der größte Wert Spitzenwert. Der Abstand zwischen Maximum und Minimum wird in derselben Norm bei Schwingungen als Schwingungsbreite {\displaystyle Y_{\mathrm {e} }} oder Spitze-Tal-Wert  {\displaystyle {\underset {{}^{\lor }}{\overset {{}_{\land }}{\!y}}}} bezeichnet (früher Spitze-Spitze-Wert).
In der Elektrotechnik wird der Begriff Scheitelwert besonders häufig verwendet, z. B. beim Scheitelwert des Stromes {\displaystyle I_{\mathrm {s} }} und beim Scheitelwert der Spannung {\displaystyle U_{\mathrm {s} }}. Es sind auch die Bezeichnungen {\displaystyle {\hat {\imath }}} bzw. {\displaystyle {\hat {u}}} im Gebrauch (gesprochen I-Dach und U-Dach). Aus dem Englischen entliehen ist {\displaystyle U_{\mathrm {p} }}, p steht für peak. Indices sind stets an das Formelzeichen anzuhängen; gemäß DIN 1313 ist keinesfalls das Einheitenzeichen, z. B. V für Volt, mit einem Kennzeichen zu versehen.
Messgeräte, die nicht den zeitlichen Verlauf aufzeichnen, geben normalerweise den Effektivwert an.

## Typische Funktionen mit Scheitelwerten

Wechselgrößen und deren Scheitelwerte

Periodische Funktionen erfüllen die Bedingung
{\displaystyle y(t+T)=y(t)}
mit der Periode {\displaystyle T}. Wechselgrößen erfüllen zusätzlich die Bedingung für den Mittelwert
{\displaystyle {\bar {y}}=0\quad {\text{oder}}\quad \int _{0}^{T}y(t)\,\mathrm {d} t=0}.
In der Technik anzutreffende Beispiele sind:
- Symmetrische Rechteckfunktion

{\displaystyle y(t)={\hat {y}}\cdot {\begin{cases}1&{\text{wenn }}0<t<{\frac {T}{2}}\\-1&{\text{wenn }}{\frac {T}{2}}<t<T\end{cases}}}
- Dreiecksfunktion

{\displaystyle y(t)={\hat {y}}\cdot {\begin{cases}{\frac {4}{T}}(t-{\frac {1}{4}}T)&{\text{wenn }}0\leq t\leq {\frac {T}{2}}\\-{\frac {4}{T}}(t-{\frac {3}{4}}T)&{\text{wenn }}{\frac {T}{2}}\leq t\leq T\end{cases}}}
- Sägezahnfunktion

{\displaystyle y(t)={\hat {y}}\cdot {\frac {2}{T}}(t-{\frac {T}{2}})\qquad {\text{ wenn }}0<t<T}

## Anwendungen
Die Spannungsfestigkeit von Kondensatoren muss nach dem Spitzenwert {\displaystyle U_{\mathrm {s} }}, nicht nach dem Effektivwert bemessen werden. Dieser berechnet sich bei Sinusverlauf zu
{\displaystyle U_{\mathrm {s} }={\sqrt {2}}\cdot U_{\mathrm {eff} }}
Oft werden sie jedoch für Effektivwerte einer Wechselspannung spezifiziert.
Das Stromnetz hat in Europa bei den Endverbrauchern einen Effektivwert von 230 V (bzw. 400 V zwischen den Außenleitern). Der Scheitelwert beträgt
{\displaystyle 230~\mathrm {V} \cdot {\sqrt {2}}=325~\mathrm {V} }
Nahezu auf diese Spannung lädt sich auch ein von einem Netzgleichrichter gespeister Kondensator auf.
Der Spitzenwert der an einem Überspannungsableiter oder einer Suppressordiode anliegenden Spannung beim ableitbaren Spitzenstrom (z. B. 100 A) heißt Schutzpegel. Diesen Spitzenwert muss die nachfolgende zu schützende Elektronik mindestens aushalten.
Die Spitzenwerte von Audiosignalen (Sprache, Gesang, Musik) ist oft wesentlich höher als der Effektivwert. Deshalb müssen Audioverstärker eine hohe Aussteuerungsreserve besitzen, um bei diesen Spitzenwerten keine Verzerrungen (clipping) zu verursachen.
Viele elektronische Bauelemente sind hinsichtlich ihrer Maximalparameter für einmalige und wiederholte Spitzen- bzw. Scheitelwerte unterschiedlich spezifiziert. Das gilt zum Beispiel für Dioden, Kondensatoren, Eingänge von analogen und digitalen  integrierten Schaltkreisen oder auch MOSFETs.
Beispiele
- Eine Gleichrichter-Diode 1N400x ist für einen Strommittelwert von 1 A geeignet, hält jedoch einmalig (während einer 8,3 ms langen Halbperiode am 60-Hz-Netz) 30 A Spitzenstrom und periodisch weit über 1 A Scheitelstrom aus.[1]
- Y-Entstörkondensatoren sind für Dauerbetrieb an bis zu 250 V Wechselspannung ausgelegt, ertragen jedoch kurze Überspannungsereignisse von bis zu 5 kV.[2]
- Die Elektronenröhre PL500 hat eine mittlere Anodenspannung von unter 1000 V, erträgt jedoch periodisch für unter 18 µs und unter 22 % der Periode bis zu 7 kV Spitzenspannung.[3]

## Messung

Vereinfachte Schaltung zur Messung des Scheitelwertes

Zur Messung des Scheitelwertes kann ein Präzisionsgleichrichter eingesetzt werden, die so gebildete Gleichspannung wird dann über ein Spannungsmessgerät angezeigt. In nebenstehender, vereinfachter Schaltung eines Präzisionsgleichrichter wird die zu messende Wechselspannung {\displaystyle V_{\mathrm {in} }} gleichgerichtet und speist einen Kondensator, dessen Spannung dem Scheitelwert nach einer Periode der Eingangsspannung entspricht. Zur Rücksetzung nach erfolgter Messung dient der Schalter parallel zum Kondensator.
Historisch wurden zur Messung des Scheitelwertes auch Glimmlampen verwendet, da diese die Eigenschaft besitzen erst bei einer bestimmten Spannung zu zünden. Die zu messende Wechselspannung wird dazu über einen kapazitiven Spannungsteiler mit einem variablen Kondensator an die Glimmlampe geführt. Der variable Kondensator wird so lange im Wert verändert, bis die Glimmlampe zündet. Über das Teilungsverhältnis des kapazitiven Spannungsteilers lässt sich bei bekannter Zündspannung der Glimmlampe der Scheitelwert der zugeführten Wechselspannung bestimmen.